# Acalypha cardiophylla
Acalypha cardiophylla är en törelväxtart som beskrevs av Elmer Drew Merrill. Acalypha cardiophylla ingår i släktet akalyfor, och familjen törelväxter.

## Underarter
Arten delas in i följande underarter:
- A. c. cardiophylla
- A. c. ponapensis